# Рок училище (сериал)
„Рок училище“ (на английски: School of Rock) е американски музикален сериал на „Никелодеон“. Сериалът е адаптация на едноименния филм от 2003 г.. В сериала участват Бриана Иди, Рикардо Хъртадо, Джейд Петиджон, Ланс Лим, Ейдън Минър, Тони Кавалеро и Джейма Уилямсън.
На 25 юни 2018 г. става ясно, че сериалът ще се излъчва в стрийминг платформата „Хулу“.

## В България
В България сериалът е излъчен по „Никелодеон“ на 8 октомври 2016 г. Дублажът е нахсинхронен в студио „Александра Аудио“. В него участват Ася Рачева, Момчил Степанов, Камен Асенов и Антон Порязов.
В края на 2022 г. се излъчва в стрийминг платформата SkyShowtime.